# Discografia di Chris Brown
Questa è la discografia di Chris Brown, cantante statunitense attivo dal 2005.
Nel corso della sua carriera il cantante ha venduto oltre 14 milioni di album in tutto il mondo, e 50 milioni di singoli negli Stati Uniti, e ciò lo rende uno degli artisti R&B più di successo della storia.

## Album
| Anno | Album | Posizione massima | Posizione massima | Posizione massima | Posizione massima | Posizione massima | Posizione massima | Posizione massima | Posizione massima | Posizione massima | Posizione massima | Vendite                                         | Certificazioni                                                            |
| Anno | Album | US                | US R&B            | AUS               | CAN               | IRL               | FRA               | GER               | NZE               | SWI               | UK                | Vendite                                         | Certificazioni                                                            |
| ---- | --- | ----------------- | ----------------- | ----------------- | ----------------- | ----------------- | ----------------- | ----------------- | ----------------- | ----------------- | ----------------- | ----------------------------------------------- | ------------------------------------------------------------------------- |
| 2005 | Chris Brown - Pubblicato: 29 novembre 2005 - Etichetta: Jive - Formato: CD, download digitale                                                                              | 2                 | 1                 | 57                | —                 | 71                | 51                | 31                | 8                 | 18                | 29                | - Stati Uniti: 2.450.000                        | - US: 3× Platino - AUS: Oro - CAN: Oro - NZ: Oro - UK: Oro                |
| 2007 | Exclusive - Pubblicato: 6 novembre 2007 - Etichetta: Jive - Formato: CD, download digitale                                                                                 | 4                 | 2                 | 5                 | 16                | 2                 | 53                | 91                | 3                 | 28                | 3                 | - Stati Uniti: 2.200.000                        | - US: 3× Platino - AUS: 2× Platino - NZ: Platino (2) - UK: Platino        |
| 2009 | Graffiti - Pubblicato: 8 dicembre 2009 - Etichetta: Jive - Formato: CD, download digitale                                                                                  | 7                 | 1                 | 40                | —                 | 47                | 134               | 83                | 40                | —                 | 55                | - Stati Uniti: 370.000                          | - US: Oro                                                                 |
| 2011 | F.A.M.E. - Pubblicato: 18 marzo 2011 - Etichetta: Jive - Formato: CD, download digitale                                                                                    | 1                 | 1                 | 3                 | 6                 | 8                 | 44                | 39                | 7                 | 34                | 10                | - Regno Unito: 200.000 - Stati Uniti: 2.000.000 | - US: Platino (2) - Australia: Oro - Irlanda: Oro - Regno Unito: Oro      |
| 2012 | Fortune - Pubblicato: 29 giugno 2012 - Etichetta: RCA Records - Formato: CD, download digitale                                                                             | 1                 | 1                 | 2                 | 6                 | 4                 | 8                 | 13                | 1                 | 10                | 1                 | - Stati Uniti: 1.100.000                        | - US: Platino - UK: Oro                                                   |
| 2014 | X - Pubblicato: 16 settembre 2014 - Etichetta: RCA Records - Formato: CD, download digitale                                                                                | 2                 | 1                 | 4                 | 2                 | 5                 | 6                 | 11                | 3                 | 3                 | 4                 | - Stati Uniti: 1.300.000                        | - US: Platino - Sudafrica: Oro - UK: Oro                                  |
| 2015 | Fan of a Fan: The Album (con Tyga) - Pubblicato: 20 febbraio 2015 - Etichetta: RCA Records, Young Money Entertainment, Cash Money Records - Formato: CD, download digitale | 7                 | 3                 | 3                 | 11                | 31                | 28                | 14                | 9                 | 6                 | 7                 | - Stati Uniti: 260.000                          | - UK: Argento                                                             |
| 2015 | Royalty - Pubblicato: 18 dicembre 2015 - Etichetta: RCA Records - Formato: CD, download digitale                                                                           | 3                 | 1                 | 14                | 17                | 51                | 81                | 37                | 16                | 15                | 23                | - Stati Uniti: 580.000                          | - US: Platino - UK: Argento                                               |
| 2017 | Heartbreak on a Full Moon - Pubblicato: 31 ottobre 2017 - Etichetta: RCA Records - Formato: CD, download digitale                                                          | 3                 | 1                 | 5                 | 10                | 18                | 29                | 35                | 3                 | 29                | 10                | - Stati Uniti: 1.300.000                        | - US: Platino (2) - CAN: Platino - UK: Oro - NZ: Platino - Australia: Oro |
| 2019 | Indigo - Pubblicato: 28 giugno 2019 - Etichetta: RCA Records - Formato: CD, download digitale                                                                              | 1                 | 1                 | 3                 | 2                 | 23                | 29                | 31                | 3                 | 9                 | 7                 | - Stati Uniti: 630.000                          | - US: Platino - CAN: Oro - UK: Argento - NZ: Platino                      |

### Mixtape ufficiali
- 2010: In My Zone (Rhythm & Streets)
- 2010: In My Zone (prodotta da DJ Drama & DJ Sense)
- 2010: Fan Of A Fan (con Tyga, prodotta da DJ Ill Will & DJ Rockstar)
- 2011: Boy In Detention
- 2013: X Files
- 2015: Before The Party
- 2016: Before The Trap: Nights In Tarzana (con OHB)
- 2016: Attack The Block (con OHB e Section Boyz)
- 2020: Slime & B (con Young Thug)

## Singoli

### Da artista principale
| 2005                                                   | Run It! (featuring Juelz Santana)                           | 1   | 1  | 1   | 19  | 5  | 2  | 9  | 1  | 5  | 2   | Chris Brown               |
| 2005                                                   | Yo (Excuse Me Miss)                                         | 7   | 2  | 10  | —   | 56 | 15 | 67 | 9  | 34 | 13  | Chris Brown               |
| 2006                                                   | Gimme That (featuring Lil Wayne)                            | 15  | 5  | —   | 45  | 47 | 23 | 94 | —  | 30 | 23  | Chris Brown               |
| 2006                                                   | Say Goodbye                                                 | 10  | 1  | —   | —   | —  | —  | —  | —  | —  | —   | Chris Brown               |
| 2006                                                   | Poppin'                                                     | 42  | 5  | —   | —   | —  | —  | —  | —  | —  | —   | Chris Brown               |
| 2007                                                   | Wall to Wall                                                | 79  | 22 | 21  | —   | 59 | —  | —  | 15 | 87 | 75  | Exclusive                 |
| 2007                                                   | Kiss Kiss (featuring T-Pain)                                | 1   | 2  | 8   | —   | —  | 19 | —  | 1  | 69 | 38  | Exclusive                 |
| 2007                                                   | With You                                                    | 2   | 5  | 5   | 11  | 33 | 3  | 56 | 1  | 24 | 8   | Exclusive                 |
| 2008                                                   | Take You Down                                               | 43  | 4  | —   | —   | —  | —  | —  | 7  | —  | 92  | Exclusive                 |
| 2008                                                   | Forever                                                     | 2   | 62 | 7   | 25  | 20 | 1  | 5  | 1  | 22 | 4   | Exclusive                 |
| 2008                                                   | Superhuman (featuring Keri Hilson)                          | 109 | 70 | 30  | —   | —  | 15 | 6  | 15 | —  | 32  | Exclusive                 |
| 2009                                                   | I Can Transform Ya (featuring Lil Wayne e Swizz Beatz)      | 20  | 11 | 21  | —   | —  | 21 | —  | 7  | —  | 26  | Graffiti                  |
| 2009                                                   | Crawl                                                       | 53  | 59 | 67  | —   | —  | 39 | —  | 16 | —  | 35  | Graffiti                  |
| 2010                                                   | Sing Like Me                                                | —   | 84 | —   | —   | —  | —  | —  | —  | —  | —   | Graffiti                  |
| 2010                                                   | Deuces (featuring Tyga e Kevin McCall)                      | 18  | 1  | —   | —   | —  | —  | —  | 23 | —  | 68  | Fan of a Fan              |
| 2010                                                   | No Bullshit                                                 | 62  | 3  | —   | —   | —  | —  | —  | —  | —  | —   | Fan of a Fan              |
| 2010                                                   | Yeah 3X                                                     | 15  | —  | 4   | 89  | 7  | 8  | 22 | 1  | 22 | 6   | F.A.M.E.                  |
| 2011                                                   | Look at Me Now (featuring Lil Wayne e Busta Rhymes)         | 6   | 1  | 46  | 85  | —  | —  | —  | 37 | —  | 44  | F.A.M.E.                  |
| 2011                                                   | Beautiful People (featuring Benny Benassi)                  | 43  | 51 | 7   | 26  | 30 | 3  | 25 | 6  | 26 | 4   | F.A.M.E.                  |
| 2011                                                   | She Ain't You                                               | 27  | 5  | 27  | —   | —  | —  | —  | 27 | —  | 53  | F.A.M.E.                  |
| 2011                                                   | Next 2 You (featuring Justin Bieber)                        | 26  | —  | 22  | —   | 28 | 21 | —  | 11 | 74 | 14  | F.A.M.E.                  |
| 2011                                                   | Wet the Bed (featuring Ludacris)                            | 77  | 6  | —   | —   | —  | —  | —  | —  | —  | —   | F.A.M.E.                  |
| 2011                                                   | Strip (featuring Kevin McCall)                              | 37  | 3  | 76  | —   | —  | —  | 95 | —  | —  | 78  | Fortune                   |
| 2012                                                   | Turn Up the Music                                           | 10  | 81 | 6   | 39  | 34 | 12 | 30 | 9  | 39 | 1   | Fortune                   |
| 2012                                                   | Sweet Love                                                  | 89  | 25 | —   | —   | —  | —  | —  | —  | —  | —   | Fortune                   |
| 2012                                                   | Till I Die (featuring Big Sean e Wiz Khalifa)               | 101 | 12 | —   | —   | —  | —  | —  | —  | —  | —   | Fortune                   |
| 2012                                                   | Don't Wake Me Up                                            | 10  | —  | 2   | 11  | 11 | 4  | 37 | 2  | 12 | 2   | Fortune                   |
| 2012                                                   | Don't Judge Me                                              | 67  | 3  | 42  | 22  | 38 | —  | —  | —  | —  | 42  | Fortune                   |
| 2013                                                   | Fine China                                                  | 31  | 8  | 26  | 43  | —  | 65 | 65 | 21 | —  | 23  | X                         |
| 2013                                                   | Don't Think They Know (featuring Aaliyah)                   | 81  | 42 | —   | 162 | —  | —  | —  | —  | —  | 94  | X                         |
| 2013                                                   | Love More (featuring Nicki Minaj)                           | 23  | 7  | 29  | 148 | 48 | —  | —  | —  | —  | 32  | X                         |
| 2013                                                   | Loyal (featuring Lil Wayne e Tyga/French Montana/Too Short) | 9   | 1  | 42  | 35  | 54 | 49 | 98 | 19 | —  | 10  | X                         |
| 2014                                                   | New Flame (featuring Usher e Rick Ross)                     | 27  | 6  | 61  | 75  | —  | —  | —  | 35 | —  | 10  | X                         |
| 2015                                                   | Ayo (con Tyga)                                              | 21  | 7  | 32  | 32  | 23 | 27 | 45 | 31 | 43 | 6   | Fan of a Fan: The Album   |
| 2015                                                   | Bitches N Marijuana (con Tyga)                              | 103 | 33 | 49  | 139 | 50 | —  | —  | —  | —  | 60  | Fan of a Fan: The Album   |
| 2015                                                   | Five More Hours (con Deorro)                                | 101 | —  | 7   | 31  | 23 | 15 | 34 | 11 | 22 | 4   | N/A                       |
| 2015                                                   | Liquor                                                      | 60  | 19 | —   | —   | —  | —  | —  | —  | —  | 82  | Royalty                   |
| 2015                                                   | Zero                                                        | 80  | 52 | —   | 181 | —  | —  | —  | —  | —  | 68  | Royalty                   |
| 2015                                                   | Back to Sleep                                               | 20  | 5  | 74  | 138 | —  | —  | —  | 38 | —  | 100 | Royalty                   |
| 2015                                                   | Fine by Me                                                  | 113 | 57 | —   | —   | —  | —  | 97 | —  | —  | 76  | Royalty                   |
| 2016                                                   | Grass Ain't Greener                                         | 71  | 23 | 97  | —   | —  | —  | —  | —  | —  | 100 | Heartbreak on a Full Moon |
| 2016                                                   | Party                                                       | 40  | 15 | 82  | 84  | —  | —  | 97 | 41 | —  | 68  | Heartbreak on a Full Moon |
| 2017                                                   | Privacy                                                     | 62  | 26 | 61  | 73  | —  | —  | —  | 44 | 95 | 86  | Heartbreak on a Full Moon |
| 2017                                                   | Pills & Automobiles                                         | 46  | 16 | —   | 138 | —  | —  | —  | —  | —  | —   | Heartbreak on a Full Moon |
| 2017                                                   | Questions                                                   | 78  | 32 | 56  | 138 | 74 | 37 | 43 | 33 | 55 | 12  | Heartbreak on a Full Moon |
| 2018                                                   | Tempo                                                       | 96  | 49 | —   | —   | —  | —  | —  | —  | —  | —   | Heartbreak on a Full Moon |
| 2018                                                   | Stranger Things (con Joyner Lucas)                          | 91  | 46 | 100 | —   | —  | —  | —  | 45 | —  | —   | N/A                       |
| 2019                                                   | Undecided                                                   | 35  | 15 | 58  | 150 | 94 | 46 | 55 | 15 | 47 | 15  | Indigo                    |
| 2019                                                   | Back to Love                                                | —   | —  | —   | —   | —  | —  | —  | —  | —  | 82  | Indigo                    |
| 2019                                                   | Wobble Up (featuring Nicki Minaj e G-Eazy)                  | 63  | 26 | —   | —   | —  | —  | —  | 15 | —  | —   | Indigo                    |
| 2019                                                   | No Guidance (featuring Drake)                               | 5   | 2  | 7   | 85  | 63 | 19 | 36 | 6  | 29 | 6   | Indigo                    |
| 2019                                                   | Heat (featuring Gunna)                                      | 36  | 7  | —   | —   | —  | —  | —  | 11 | —  | —   | Indigo                    |
| 2019                                                   | Don't Check on Me (featuring Justin Bieber e Ink)           | 67  | —  | 20  | —   | 93 | 40 | 70 | 13 | 48 | 29  | Indigo                    |
| 2020                                                   | Go Crazy (con Young Thug)                                   | 3   | 1  | 9   | —   | —  | 26 | 47 | 2  | 59 | 10  | Slime & B                 |
| 2020                                                   | Say You Love Me (con Young Thug)                            | —   | —  | —   | —   | —  | —  | —  | —  | —  | —   | Slime & B                 |
| "—" denota che il singolo non è entrato in classifica. |                                                             |     |    |     |     |    |    |    |    |    |     |                           |

### Colonne sonore
| 2007                                    | This Christmas | 62 | 27 | 58 | —  | This Christmas O.S.T.    |
| 2008                                    | Dreamer        | 16 | —  | 28 | 26 | AT&T TEAM USA Soundtrack |
| "—" denotes releases that did not chart |                |    |    |    |    |                          |

### Da ospite
| Singolo                                                                                          | Anno | Posizione più alta | Posizione più alta | Posizione più alta | Posizione più alta | Posizione più alta | Posizione più alta | Posizione più alta | Posizione più alta | Posizione più alta | Certificazioni                    | Album                                               |
| Singolo                                                                                          | Anno | USA                | USA R&B            | AUS                | CAN                | GER                | IRE                | JPN                | NZ                 | UK                 | Certificazioni                    | Album                                               |
| ------------------------------------------------------------------------------------------------ | ---- | ------------------ | ------------------ | ------------------ | ------------------ | ------------------ | ------------------ | ------------------ | ------------------ | ------------------ | --------------------------------- | --------------------------------------------------- |
| Shortie Like Mine (Bow Wow con Chris Brown)                                                      | 2006 | 9                  | 2                  | 36                 | —                  | —                  | —                  | —                  | 2                  | —                  | - US: Platino - NZ: Oro           | The Price of Fame                                   |
| No Air (Jordin Sparks e Chris Brown)                                                             | 2008 | 3                  | 4                  | 1                  | 3                  | 10                 | 2                  | 51                 | 1                  | 3                  | - US: 3x Platino - NZ: 2× Platino | Jordin Sparks                                       |
| Shawty Get Loose (Lil Mama con T-Pain e Chris Brown)                                             | 2008 | 10                 | 43                 | 41                 | 38                 | —                  | —                  | —                  | 3                  | 57                 | - NZ: Oro                         | VYP: Voice of the Young People                      |
| Get like Me (David Banner con Chris Brown)                                                       | 2008 | 16                 | 7                  | —                  | —                  | —                  | —                  | —                  | —                  | —                  |                                   | The Greatest Story Ever Told                        |
| What Them Girls Like (Ludacris con Chris Brown e Sean Garrett)                                   | 2008 | 33                 | 17                 | 98                 | 53                 | —                  | —                  | —                  | —                  | —                  |                                   | Theater of the Mind                                 |
| Make the World Go Round (Nas con Chris Brown e The Game)                                         | 2008 | —                  | —                  | —                  | —                  | —                  | —                  | —                  | —                  | —                  |                                   | Untitled                                            |
| Freeze (T-Pain con Chris Brown)                                                                  | 2008 | 38                 | 39                 | 26                 | 45                 | —                  | —                  | —                  | 23                 | 62                 |                                   | Thr33 Ringz                                         |
| Work That! (Teriyaki Boyz con Pharrell e Chris Brown)                                            | 2009 | —                  | —                  | —                  | —                  | —                  | —                  | 7                  | —                  | —                  |                                   | Serious Japanese                                    |
| Drop It Low (Ester Dean con Chris Brown)                                                         | 2009 | 38                 | 33                 | —                  | —                  | —                  | —                  | —                  | —                  | —                  |                                   | Music Inspired by More Than a Game                  |
| Back to the Crib (Juelz Santana con Chris Brown)                                                 | 2009 | —                  | 60                 | —                  | —                  | —                  | —                  | —                  | —                  | —                  |                                   | Born to Lose, Built to Win                          |
| Make a Movie (Twista con Chris Brown)                                                            | 2010 | 71                 | 6                  | —                  | —                  | —                  | —                  | —                  | —                  | —                  |                                   | The Perfect Storm                                   |
| Get Back Up (T.I. con Chris Brown)                                                               | 2010 | 70                 | 37                 | 91                 | —                  | —                  | —                  | —                  | —                  | —                  |                                   | No Mercy                                            |
| Ain't Thinkin' 'Bout You (Bow Wow con Chris Brown)                                               | 2010 | —                  | 51                 | —                  | —                  | —                  | —                  | —                  | —                  | —                  |                                   | Underrated                                          |
| Champion (Chipmunk con Chris Brown)                                                              | 2011 | —                  | —                  | —                  | —                  | —                  | 12                 | —                  | —                  | 2                  |                                   | Transition                                          |
| My Last (Big Sean con Chris Brown)                                                               | 2011 | 30                 | 4                  | —                  | —                  | —                  | —                  | —                  | —                  | —                  | - US: Oro                         | Finally Famous                                      |
| One Night Stand (Keri Hilson con Chris Brown)                                                    | 2011 | —                  | 19                 | —                  | —                  | —                  | —                  | —                  | —                  | —                  |                                   | No Boys Allowed                                     |
| Best Love Song (T-Pain con Chris Brown)                                                          | 2011 | 33                 | —                  | 32                 | —                  | —                  | —                  | —                  | —                  | 40                 | - AUS: Oro                        | RevolveR                                            |
| Pot of Gold (The Game con Chris Brown)                                                           | 2011 | —                  | 53                 | —                  | —                  | —                  | —                  | —                  | —                  | —                  |                                   | The R.E.D. Album                                    |
| Body 2 Body (Ace Hood featuring Chris Brown)                                                     | 2011 | 65                 | 6                  | —                  | —                  | —                  | —                  | —                  | —                  | —                  |                                   | Blood, Sweat & Tears                                |
| Better With the Lights Off (New Boyz con Chris Brown)                                            | 2011 | 38                 | —                  | 90                 | —                  | —                  | —                  | —                  | —                  | —                  |                                   | Too Cool to Care                                    |
| International Love (Pitbull con Chris Brown)                                                     | 2011 | 24                 | —                  | 30                 | 17                 | 39                 | 44                 | 46                 | 15                 | 44                 | - AUS: Oro                        | Planet Pit                                          |
| Legendary (DJ Khaled con Chris Brown, Keyshia Cole e Ne-Yo)                                      | 2011 | —                  | 100                | —                  | —                  | —                  | —                  | —                  | —                  | —                  |                                   | We the Best Forever                                 |
| Another Round (Fat Joe con Chris Brown)                                                          | 2011 | —                  | 69                 | —                  | —                  | —                  | —                  | —                  | —                  | —                  |                                   | N/A                                                 |
| Why Stop Now (Busta Rhymes con Chris Brown)                                                      | 2011 | —                  | 84                 | —                  | —                  | —                  | —                  | —                  | —                  | —                  |                                   | E.L.E. (Extinction Level Event) 2: End of the World |
| Birthday Cake (Remix) (Rihanna con Chris Brown)                                                  | 2012 | 24                 | 2                  | —                  | —                  | —                  | —                  | —                  | —                  | —                  | - US: Platino                     | Talk That Talk                                      |
| Right by My Side (Nicki Minaj con Chris Brown)                                                   | 2012 | 51                 | 21                 | —                  | —                  | —                  | —                  | —                  | —                  | 70                 |                                   | Pink Friday: Roman Reloaded                         |
| Take It to the Head (DJ Khaled con Chris Brown, Rick Ross, Nicki Minaj e Lil Wayne)              | 2012 | 58                 | 6                  | —                  | —                  | —                  | —                  | —                  | —                  | —                  |                                   | Kiss the Ring                                       |
| I Can Only Imagine (David Guetta con Chris Brown e Lil Wayne)                                    | 2012 | 44                 | —                  | 47                 | 35                 | 32                 | 18                 | —                  | 28                 | 18                 | - AUS: Oro                        | Nothing but the Beat                                |
| Amazing (David Banner con Chris Brown)                                                           | 2012 | —                  | —                  | —                  | —                  | —                  | —                  | —                  | —                  | —                  |                                   | Sex, Drugs and Video Games                          |
| Put It Down (Brandy con Chris Brown)                                                             | 2012 | 65                 | 3                  | —                  | —                  | —                  | —                  | —                  | —                  | —                  |                                   | Two Eleven                                          |
| Algo Me Gusta de Ti (Wisin & Yandel con Chris Brown e T-Pain)                                    | 2012 | 110                | —                  | —                  | —                  | —                  | —                  | —                  | —                  | —                  |                                   | Líderes                                             |
| Celebration (The Game con Chris Brown, Lil Wayne, Tyga e Wiz Khalifa)                            | 2012 | 81                 | 24                 | —                  | —                  | —                  | —                  | —                  | —                  | —                  |                                   | Jesus Piece                                         |
| Everyday Birthday (Swizz Beatz con Chris Brown e Ludacris)                                       | 2012 | —                  | 44                 | —                  | —                  | —                  | —                  | —                  | —                  | —                  |                                   | Haute Living                                        |
| As Your Friend (Afrojack e Chris Brown)                                                          | 2013 | 88                 | —                  | 70                 | —                  | 67                 | —                  | —                  | —                  | 21                 |                                   | Forget the World                                    |
| Ready (Fabolous con Chris Brown)                                                                 | 2013 | 93                 | 28                 | —                  | —                  | —                  | —                  | —                  | —                  | —                  |                                   | Loso's Way 2: Rise to Power                         |
| Beat It (Sean Kingston con Chris Brown e Wiz Khalifa)                                            | 2013 | 52                 | 17                 | 40                 | —                  | —                  | —                  | —                  | 25                 | —                  |                                   | Back 2 Life                                         |
| For the Road (Tyga con Chris Brown)                                                              | 2013 | 115                | 39                 | —                  | —                  | —                  | —                  | —                  | —                  | —                  |                                   | Hotel California                                    |
| Shots Fired (Tank con Chris Brown)                                                               | 2013 | —                  | —                  | —                  | —                  | —                  | —                  | —                  | —                  | —                  |                                   | N/A                                                 |
| Sweet Serenade (Pusha T con Chris Brown)                                                         | 2013 | 119                | 44                 | —                  | —                  | —                  | —                  | —                  | —                  | —                  |                                   | My Name Is My Name                                  |
| Show Me (Kid Ink con Chris Brown)                                                                | 2013 | 13                 | 3                  | 46                 | 67                 | 36                 | —                  | —                  | 40                 | 23                 | - US: 2x Platino                  | My Own Lane                                         |
| Rider (Ace Hood con Chris Brown)                                                                 | 2013 | —                  | —                  | —                  | —                  | —                  | —                  | —                  | —                  | —                  |                                   | Trials & Tribulations                               |
| It Won't Stop (Sevyn Streeter con Chris Brown)                                                   | 2013 | 30                 | 9                  | —                  | —                  | —                  | —                  | —                  | —                  | —                  |                                   | Call Me Crazy, But...                               |
| Episode (E-40 con T.I. e Chris Brown)                                                            | 2013 | —                  | —                  | —                  | —                  | —                  | —                  | —                  | —                  | —                  |                                   | The Block Brochure: Welcome to the Soil 4.          |
| Main Chick (Kid Ink e Chris Brown)                                                               | 2014 | 60                 | 16                 | —                  | —                  | 99                 | —                  | —                  | —                  | 69                 |                                   | My Own Lane                                         |
| Memory (Asher Monroe e Chris Brown)                                                              | 2014 | —                  | —                  | —                  | —                  | —                  | —                  | —                  | —                  | —                  |                                   | N/A                                                 |
| Talkin' Bout (Juicy J con Chris Brown e Wiz Khalifa)                                             | 2014 | —                  | —                  | —                  | —                  | —                  | —                  | —                  | —                  | —                  |                                   | Stay Trippy                                         |
| Hold You Down (DJ Khaled con Chris Brown, August Alsina, Future e Jeremih)                       | 2014 | 39                 | 10                 | —                  | —                  | —                  | —                  | —                  | —                  | —                  |                                   | I Changed A Lot                                     |
| Only (Nicki Minaj con Drake, Lil Wayne e Chris Brown)                                            | 2014 | 12                 | 1                  | 62                 | 20                 | —                  | —                  | —                  | —                  | 35                 | - US: Oro                         | The Pinkprint                                       |
| Post to Be (Omarion con Chris Brown e Jhené Aiko)                                                | 2014 | 13                 | 6                  | 79                 | 61                 | —                  | —                  | —                  | —                  | 74                 | - US: 2x Platino                  | Sex Playlist                                        |
| Don't Kill The Fun (Sevyn Streeter con Chris Brown)                                              | 2015 | —                  | —                  | —                  | —                  | —                  | —                  | —                  | —                  | —                  |                                   | Shoulda Been There Pt. 1                            |
| Hotel (Kid Ink con Chris Brown)                                                                  | 2015 | 96                 | 32                 | 60                 | —                  | 30                 | —                  | —                  | —                  | 43                 |                                   | Full Speed                                          |
| Private Show (T.I. con Chris Brown)                                                              | 2015 | 120                | 42                 | —                  | —                  | —                  | —                  | —                  | —                  | —                  |                                   | Paperwork                                           |
| You Changed Me (Jamie Foxx con Chris Brown)                                                      | 2015 | 93                 | 32                 | —                  | —                  | —                  | —                  | —                  | —                  | —                  |                                   | Hollywood: A Story of a Dozen Roses                 |
| How Many Times (DJ Khaled con Chris Brown, Lil Wayne e Big Sean)                                 | 2015 | 68                 | 17                 | —                  | —                  | —                  | —                  | —                  | —                  | —                  |                                   | I Changed a Lot                                     |
| Do It Again (Pia Mia con Chris Brown e Tyga)                                                     | 2015 | 71                 | —                  | 5                  | —                  | —                  | —                  | —                  | 10                 | 11                 |                                   | N/A                                                 |
| Fun (Pitbull con Chris Brown)                                                                    | 2015 | 40                 | —                  | 59                 | 29                 | 36                 | —                  | —                  | —                  | 68                 | - US: Oro                         | Globalization                                       |
| All Eyes On You (Meek Mill con Chris Brown e Nicki Minaj)                                        | 2015 | 21                 | 10                 | 51                 | 48                 | —                  | —                  | —                  | —                  | 55                 |                                   | Dreams Worth More Than Money                        |
| Body On Me (Rita Ora con Chris Brown)                                                            | 2015 | 102                | —                  | 66                 | 91                 | —                  | —                  | —                  | —                  | 22                 |                                   | TBA                                                 |
| Moses (French Montana con Chris Brown e Migos)                                                   | 2015 | —                  | 51                 | —                  | —                  | —                  | —                  | —                  | —                  | —                  |                                   | Casino Life 2                                       |
| Play No Games (Big Sean con Chris Brown e Ty Dolla Sign)                                         | 2015 | 84                 | 28                 | —                  | —                  | —                  | —                  | —                  | —                  | —                  | - US: Oro                         | Dark Sky Paradise                                   |
| Player (Tinashe con Chris Brown)                                                                 | 2015 | 103                | 43                 | —                  | —                  | —                  | —                  | —                  | —                  | —                  |                                   | Joyride                                             |
| Sorry (Rick Ross con Chris Brown)                                                                | 2015 | 97                 | 32                 | —                  | —                  | —                  | —                  | —                  | —                  | —                  |                                   | Black Market                                        |
| Gold Slugs (DJ Khaled con Chris Brown, August Alsina e Fetty Wap)                                | 2015 | 119                | 49                 | —                  | —                  | —                  | —                  | —                  | —                  | 121                |                                   | I Changed a Lot                                     |
| Something New (Zendaya con Chris Brown)                                                          | 2016 | 93                 | 27                 | —                  | —                  | —                  | —                  | —                  | —                  | —                  |                                   | N/A                                                 |
| Paradise (Benny Benassi con Chris Brown)                                                         | 2016 | —                  | —                  | —                  | —                  | —                  | 30                 | —                  | —                  | 40                 |                                   | Danceaholic                                         |
| Drifting (G-Eazy con Chris Brown e Tory Lanez)                                                   | 2016 | 98                 | 33                 | —                  | —                  | —                  | —                  | —                  | —                  | —                  |                                   | When It's Dark Out                                  |
| Wishing (DJ Drama con Chris Brown, Skeme e LyQuinn)                                              | 2016 | 77                 | 29                 | —                  | —                  | —                  | —                  | —                  | —                  | —                  |                                   | Quality Street Music 2                              |
| Call Me When It's Over (Rockie Fresh con Chris Brown)                                            | 2016 | —                  | —                  | —                  | —                  | —                  | —                  | —                  | —                  | —                  |                                   | The Night I Went To...                              |
| I'm the Man (Remix) (50 Cent con Chris Brown)                                                    | 2016 | 113                | 46                 | —                  | —                  | —                  | —                  | —                  | —                  | —                  |                                   | N/A                                                 |
| No Romeo No Juliet (50 Cent con Chris Brown)                                                     | 2016 | —                  | 55                 | —                  | —                  | —                  | —                  | —                  | —                  | —                  |                                   | KANAN: Reloaded                                     |
| Leave Broke (Famous Fresh con Chris Brown)                                                       | 2016 | —                  | —                  | —                  | —                  | —                  | —                  | —                  | —                  | —                  |                                   | N/A                                                 |
| Do You Mind (DJ Khaled con Nicki Minaj, Chris Brown, August Alsina, Jeremih, Future e Rick Ross) | 2016 | 27                 | 9                  | 65                 | 93                 | —                  | —                  | —                  | —                  | —                  |                                   | Major Key                                           |
| I Think of You (Jeremih con Chris Brown & Big Sean)                                              | 2017 | —                  | 55                 | —                  | —                  | —                  | —                  | —                  | 45                 | —                  |                                   | Later That Night                                    |
| Jiu Jitsu (OneInThe4Rest con Chris Brown)                                                        | 2017 | —                  | —                  | —                  | —                  | —                  | —                  | —                  | —                  | —                  |                                   | N/A                                                 |
| Whatever You Need (Meek Mill con Chris Brown & Ty Dolla Sign)                                    | 2017 | 51                 | 20                 | —                  | —                  | —                  | —                  | —                  | 50                 | —                  |                                   | Wins & Losses                                       |
| African Bad Gyal (Wizkid con Chris Brown)                                                        | 2017 | —                  | —                  | —                  | —                  | —                  | —                  | —                  | —                  | 144                |                                   | Sounds from the Other Side                          |
| Tone It Down (Gucci Mane con Chris Brown)                                                        | 2017 | 116                | 52                 | —                  | —                  | —                  | —                  | —                  | —                  | —                  |                                   | Mr. Davis                                           |
| Hello Ego (Jhené Aiko con Chris Brown)                                                           | 2017 | —                  | —                  | —                  | —                  | —                  | —                  | —                  | —                  | —                  |                                   | N/A                                                 |
| Pie (Future con Chris Brown)                                                                     | 2017 | 102                | 48                 | —                  | 78                 | —                  | —                  | —                  | 46                 | 92                 |                                   | Hndrxx                                              |
| Perfect (Dave East con Chris Brown)                                                              | 2017 | —                  | 45                 | —                  | —                  | —                  | —                  | —                  | —                  | —                  |                                   | Paranoia: A True Story                              |
| Always (A1 con Chris Brown e Ty Dolla Sign)                                                      | 2017 | —                  | —                  | —                  | —                  | —                  | —                  | —                  | —                  | —                  |                                   | N/A                                                 |
| Post & Delete (Zoey Dollaz con Chris Brown)                                                      | 2017 | —                  | 50                 | 91                 | 96                 | —                  | —                  | —                  | —                  | —                  |                                   | M'ap Boule                                          |
| Either Way (K. Michelle con Chris Brown)                                                         | 2017 | —                  | 39                 | —                  | —                  | —                  | —                  | —                  | —                  | —                  |                                   | Kimberly: The People I Used to Know                 |
| Melanin Magic (Pretty Brown) (Remy Ma con Chris Brown)                                           | 2018 | 113                | 31                 | —                  | —                  | —                  | —                  | —                  | —                  | —                  |                                   | Seven Winters, Six Summers                          |
| Freaky Friday (Lil Dicky con Chris Brown)                                                        | 2018 | 9                  | 5                  | 5                  | 19                 | 81                 | 10                 | 6                  | 2                  | 5                  |                                   |                                                     |
| Date Night (Same Time) (Kirko Bangz con Chris Brown)                                             | 2018 | —                  | —                  | —                  | —                  | —                  | —                  | —                  | —                  | —                  |                                   | N/A                                                 |
| Attention (Fat Joe con Chris Brown e Dre)                                                        | 2018 | —                  | —                  | 86                 | —                  | —                  | —                  | —                  | —                  | —                  |                                   | Family Ties                                         |
| Overdose (Agnes Monica con Chris Brown)                                                          | 2018 | —                  | —                  | —                  | —                  | —                  | —                  | —                  | —                  | —                  |                                   | N/A                                                 |
| Buss It (Sage the Gemini con Chris Brown)                                                        | 2018 | —                  | —                  | —                  | —                  | —                  | —                  | —                  | 40                 | —                  |                                   |                                                     |
| Chi Chi (Trey Songz con Chris Brown)                                                             | 2019 | 95                 | 47                 | —                  | —                  | —                  | —                  | —                  | 49                 | —                  |                                   | N/A                                                 |
| Light It Up (Marshmello con Tyga e Chris Brown)                                                  | 2019 | 90                 | —                  | 60                 | 75                 | 77                 | 63                 | —                  | 14                 | 55                 |                                   | N/A                                                 |
| Type a Way (Eric Bellinger con Chris Brown e OG Parker)                                          | 2019 | 96                 | 48                 | —                  | —                  | —                  | —                  | —                  | —                  | 121                |                                   | The Rebirth 2                                       |
| Easy (Remix) (DaniLeigh e Chris Brown)                                                           | 2019 | 46                 | 22                 | —                  | —                  | —                  | —                  | —                  | 23                 | —                  | - US: Oro                         |                                                     |
| Haute (Tyga con Chris Brown e J Balvin)                                                          | 2019 | 101                | 42                 | 50                 | —                  | —                  | 78                 | —                  | 16                 | 66                 |                                   | Legendary                                           |
| Blow My Mind (Davido con Chris Brown)                                                            | 2019 | 104                | —                  | —                  | —                  | —                  | —                  | —                  | 27                 | —                  |                                   | A Good Time                                         |
| Restroom Occupied (Yella Beezy con Chris Brown)                                                  | 2019 | 87                 | 41                 | —                  | —                  | —                  | —                  | —                  | —                  | —                  |                                   | Baccend Beezy                                       |
| Did You (4B con Chris Brown)                                                                     | 2019 | —                  | —                  | —                  | —                  | —                  | —                  | —                  | —                  | —                  |                                   |                                                     |
| Something Real (Summer Walker con Chris Brown e London on da Track)                              | 2019 | 120                | 57                 | —                  | —                  | —                  | —                  | —                  | —                  | 99                 |                                   |                                                     |